# Les Éparges
Les Éparges település Franciaországban, Meuse megyében. Lakosainak száma 61 fő (2022. január 1.). Les Éparges Bonzée, Combres-sous-les-Côtes, Mouilly, Saint-Remy-la-Calonne és Trésauvaux községekkel határos.

## Népesség
A település népességének változása:
| Lakosok száma | 72   | 54   | 57   | 73   | 73   | 71   | 67   | 63   | 61   | 61   |
|               | 1968 | 1982 | 1990 | 2006 | 2013 | 2015 | 2017 | 2019 | 2020 | 2022 |